# 許楚姬
許楚姬（朝鮮文:허초희，1563年—1589年3月19日），一名许孝玉，字景樊，號蘭雪軒，蘭雪齋。本貫陽川許氏，朝鮮王朝中期女性詩人，作家，畫家。遺作詩調是200-300餘數，她亦是朝鮮作家許筠的姊姊。

## 著作
- 蘭雪軒集
- 聚沙元倡
- 仰看飛禽圖
- 芍藥圖

## 家族
- 高祖父：典籍赠都承旨许菖
- 高祖母：杨州赵氏，贞静翁主之女、朝鲜太宗外孙
  - 曾祖父：别提赠吏曹参判许聃
  - 曾祖母：坡平尹氏，刑曹判书铃平君尹继谦之女
    - 祖父：副奉事赠吏曹判书许瀚
    - 祖母：昌宁成氏，判官成熹之女
      - 伯父：承仕郎赠户曹参议许昫
        - 从兄：奉训郎赠户曹参判许笆
          - 从侄：赠左承旨许容、龙骧卫副护军许寔、通训大夫文义县令许宙、兵马节度使许完

      - 父：观察使赠領議政许晔
      - 叔父：司饔院奉事许明
        - 从兄：许箺、許策
        - 從弟：許範
        - 從妹：許愛玉，適縣監贈承旨洪百順，本南陽

      - 姑母：适敦宁府主簿李念，本全义
        - 表兄：縣監李寶命
        - 表姊：李淑蘭，适观察使李蘧，本新平
        - 表姊：李貞潤，适户曹判书漆溪君尹卓然，本漆原

    - 外祖父：西平君贈判書韩叔昌
    - 外祖母：全州李氏，欢城君李澄之女、临瀛大君李璆之孙
      - 前母：清州韩氏
        - 兄：吏曹判书赠左赞成许筬
          - 侄子:正言许实
            - 侄孙女:适礼曹判书金徽，本安东

          - 侄子:进士赠吏曹判书许缶
            - 侄孙：赠左承旨许敦（不仕）

          - 侄女:适庶尹赠吏曹判书洪荣，本南阳
            - 外侄孙：工曹佐郎洪宇定（授官不就）
            - 外侄孙：吏曹判书赠领议政洪宇远
            - 外侄孙：水军节度使洪宇亮

          - 侄女：阳川郡夫人許氏，义昌君李珖正室

        - 姊：許墨石，适安山郡守朴舜元
        - 姊：許大貞，适大司成赠吏曹判书禹性传，本丹阳

    - 外祖父：礼曹参判金光辙
    - 外祖母：安城李氏，进士李硕珍之女
      - 母：江陵金氏
        - 兄：弘文馆典翰许篈
          - 侄子:都事许寀
          - 侄子:评事许牢
          - 侄女:适通川郡守赠吏曹判书金克键，本善山
            - 外侄孙:户曹判书金世濂

        - 弟：参赞许筠
          - 侄子:许宏
          - 侄女:适别提李士星，本广州

        - 夫：正字赠吏曹参判金诚立，本安东
          - 子:金喜胤
          - 嗣子:观察使金振

      - 舅父：直长金让
      - 舅父：察访金认
      - 姨母：适沈云，本三陟
        - 表兄：进士沈长源